# Ley Calles

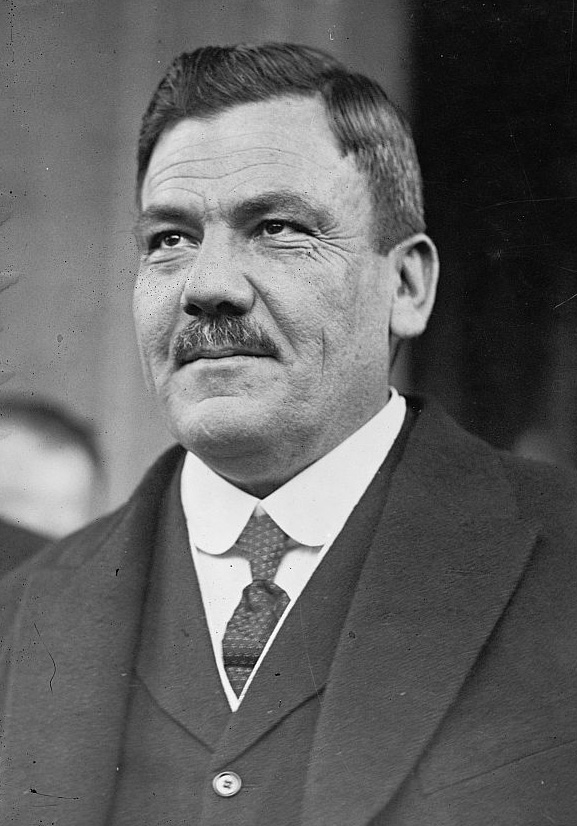
Plutarco Elías Calles, redactor de la ley que lleva su nombre.

La Ley Calles, oficialmente llamada Ley de Tolerancia de Cultos, fue una ley mexicana expedida el 14 de junio de 1926, cuyo fin era controlar y limitar el culto católico en México. Esta ley fue elaborada durante el mandato del presidente Plutarco Elías Calles, a quien debe su nombre.
La promulgación de la ley Calles fue uno de los motivos principales para el inicio de la guerra cristera, la cual pretendía, entre otras cosas, la anulación de esta, mediante su observación.

## Antecedentes
Desde el inicio de la Revolución Mexicana, muchos líderes políticos y revolucionarios dieron un énfasis anticlerical a sus discursos, en algunos casos llegando a tener un matiz antirreligioso. A partir de 1920, con el aumento de la influencia socialista en México, estos discursos empezaron a plantear una visión más radical de la religión, alentando a los grupos radicales que tenían por objetivo  
En 1925, el gobierno de Plutarco Elías Calles promovió la creación de la Iglesia Católica Apostólica Mexicana, una iglesia cismada de la autoridad de Roma y del papa, declarando como patriarca de la iglesia a José Joaquín Pérez Budar. Igualmente, durante el mandato de Calles, se promulgaron diversas leyes anticlericales estatales, como las de Veracruz y Tabasco, que decretaron que todos los sacerdotes debían estar casados y tener más de 40 años de edad.
En mayo de 1925, y como respuesta a las presiones del gobierno contra la iglesia, se fundó la Liga Nacional para la Defensa de las Libertades Religiosas.

## Contenido
La ley Calles tenía por objetivo mantener bajo control a la iglesia, sometiéndola a los designios del gobierno. Entre sus normas estaban:
- Limitación del número de sacerdotes a uno por cada seis mil habitantes.
- Necesidad de una licencia expedida por el Congreso de la Unión o los estados para poder ejercer el ministerio sacerdotal.
- Necesidad de estar registrados ante el gobierno municipal del lugar donde el sacerdote oficiara el culto religioso.
- Reformas al código penal para establecer condenas por el incumplimiento de alguna de las nuevas leyes.

## Consecuencias

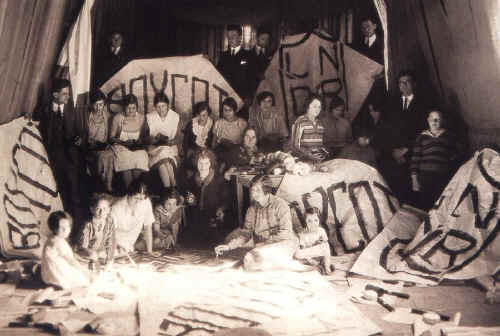
Personas promoviendo un boicot contra el gobierno debido a la ley Calles.

El 24 de julio de 1926, los obispos protestaron, con el apoyo del papa Pío XI, contra la ley pidiendo la suspensión del culto religioso a partir de su entrada en vigor, hecho que ocurrió el 31 de julio del mismo año. Tres meses después, la Liga Nacional para la Defensa de las Libertades Religiosas inició un boicot contra el gobierno, pidiendo la abstención en el pago de impuestos y en el consumo de productos creados por el Estado, causando grandes pérdidas económicas al país.
Ante las acciones contra la ley Calles, el gobierno decidió aprehender a quienes organizaran o participaran en ellas, por lo que la Liga Nacional para la Defensa de las Libertades Religiosas decidió organizar un levantamiento armado, mismo que se inició en enero de 1927 en Jalisco, expandiéndose por todo el país y dando comienzo a la Guerra cristera.